# Herrschaft Wattenheim

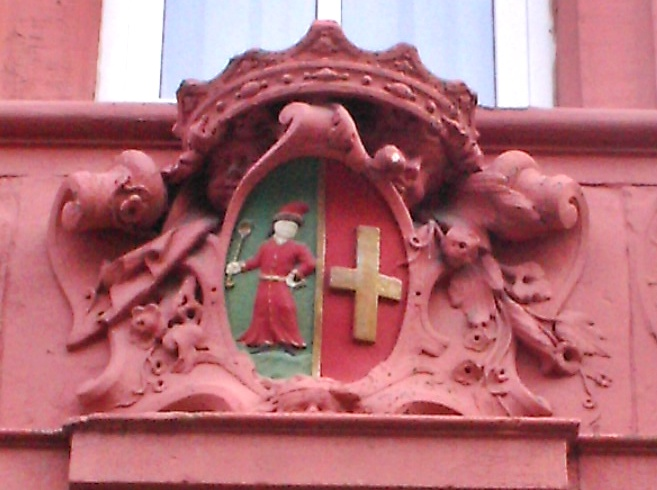
Wappen der Herrschaft Wattenheim, am dortigen alten Rathaus, erbaut 1730. Vom Beschauer links: Blumencron, rechts: Wattenheim; bekrönt mit fünfzackiger Adelskrone

Die Herrschaft Wattenheim, westlich von Grünstadt, in Rheinland-Pfalz, war ein leiningisch-westerburgisches Pfandlehen der Adelsfamilie Blumencron.

## Überblick
Die Herrschaft, nur aus Dorf und Gemarkung Wattenheim sowie einigen Einzelhöfen bestehend, war ein Teil der Grafschaft Leiningen-Westerburg und wurde ab 1692 als Pfandlehen an die Ritter (später Freiherrn) von Blumencron verkauft, das sie bis zu den Koalitionskriegen besaßen.

## Geschichte der Herrschaft

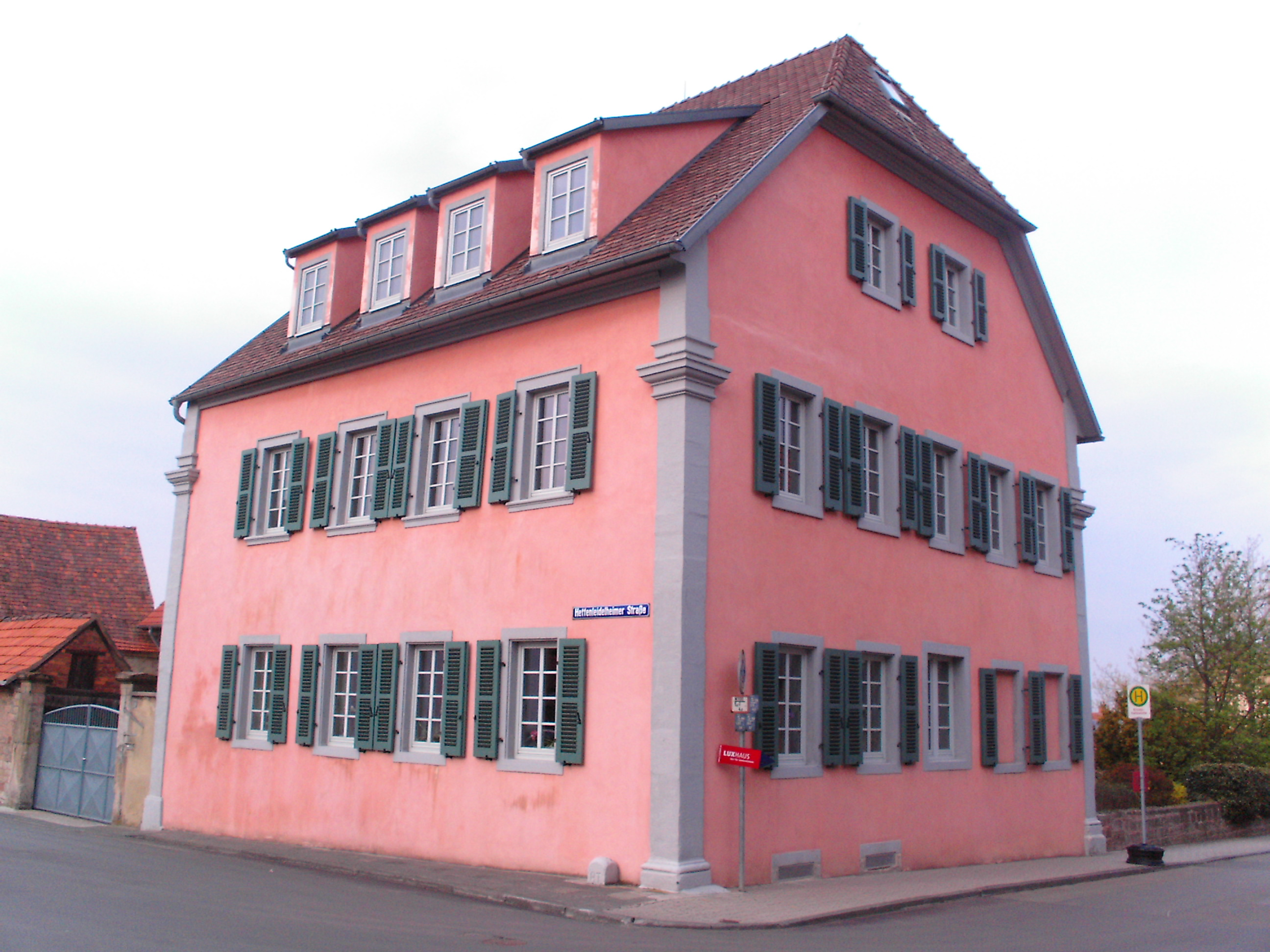
Amtshaus der Herren von Blumencron, Wattenheim, Hettenleidelheimer Straße 13

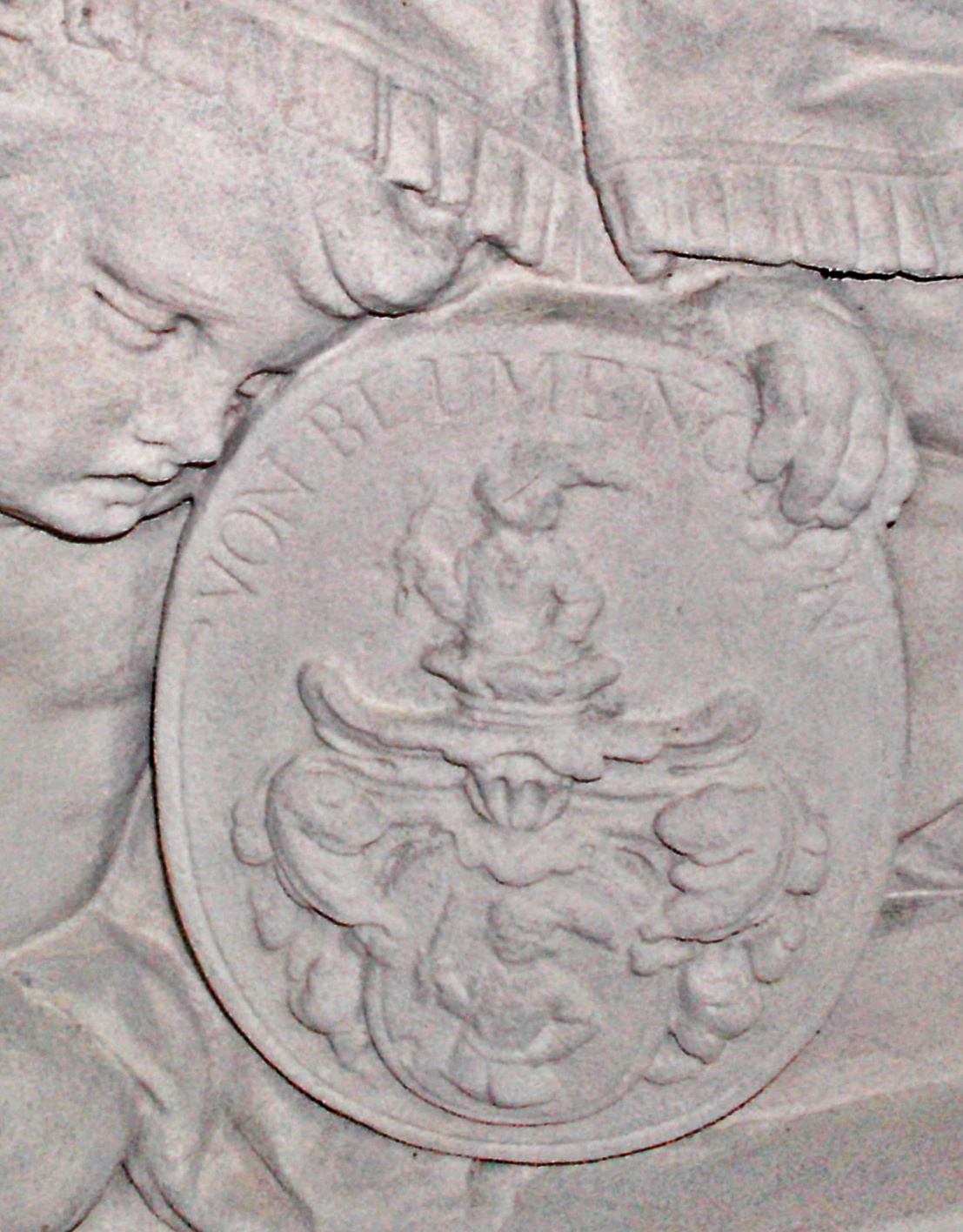
Wappen derer von Blumencron, Detail vom Gedenkmonument in der protestantischen Kirche Wattenheim

1690 verwüsteten die Franzosen im Pfälzischen Erbfolgekrieg die gesamte Grafschaft Leiningen. Der Landesherr, Graf Philipp Ludwig von Leiningen-Westerburg-Rixingen war dadurch finanziell verarmt und musste überdies noch die Kosten der Landesverteidigung bestreiten. Zu diesem Zweck lieh er sich mehrfach Geld zu günstigen Konditionen, bei dem ihm freundschaftlich verbundenen  kurmainzer Oberfeldkriegskommissar Ritter Franz Georg von Blumencron (Sohn des Maximilian Adam von Blumencron).
Für seine Schulden verpfändete der Leininger Graf 1692 Dorf und Gemarkung Wattenheim an den Herren von Blumencron. Wattenheim war fast ausschließlich lutherisch, die Familie Blumencron bekannte sich jedoch zur katholischen Kirche. Deshalb schlug der Gläubiger dem Leininger vor, ihm statt Wattenheim lieber die halbe Ortschaft Obrigheim zu geben, wo die meisten Untertanen katholisch seien. Damit erklärte sich Graf Leiningen einverstanden. Oberster Lehnsherr für Obrigheim war der Bischof von Speyer, ohne dessen Zustimmung eine Übertragung nicht möglich war. Philipp Ludwig von Leiningen sah sich außerstande seine angehäuften Schulden zu bezahlen und nahm zusätzlich nochmals einen Kredit von 4000 Talern auf. Dafür überließ er Familie Blumencron als Kompensation schließlich einen kleinen Anteil seiner Grafschaft. Graf und Ritter von Blumencron schlossen am 16. Februar 1695 einen Vertrag, womit letzterer in den uneingeschränkten Besitz des halben Dorfes Obrigheim kam, sofern der Speyerer Bischof als Oberlehnsherr seine Zustimmung erteile. Andernfalls gelte der Verkauf für Wattenheim. Als nach drei Jahren der Bischof seine Zustimmung noch immer nicht gegeben hatte, verzichtete Blumencron auf Obrigheim und gab sich mit Wattenheim zufrieden. Hierüber erfolgte am 17. Mai 1698 ein erneuter Vertrag zwischen Schuldner und Gläubiger. Dies war die eigentliche Geburtsstunde der Herrschaft Wattenheim.
Der Käufer Franz Georg von Blumencron nahm die Herrschaft nie in Besitz, sondern dies geschah erst durch seine Kinder und deren Nachkommen, die am Ende durch Einheirat Vogelius hießen. Im Ersten Koalitionskrieg fanden zwischen 1793 und 1795 in der Umgebung von Wattenheim Kampfhandlungen statt. Das gesamte Gebiet wurde zeitweise französisch besetzt, die Ortsherrschaft musste fliehen. 1797 kam das Dorf im Frieden von Campo Formio – endgültig bestätigt durch den Vertrag von Lunéville (1801) – zum französischen Département du Mont-Tonnerre mit Regierungssitz in Mainz. Nach dem Sturz Kaiser Napoleons fiel Wattenheim 1816 an das Königreich Bayern. Es blieb genau 130 Jahre bayerisch, bis zur Gründung des heutigen Landes Rheinland-Pfalz, 1946.

## Ortsherren

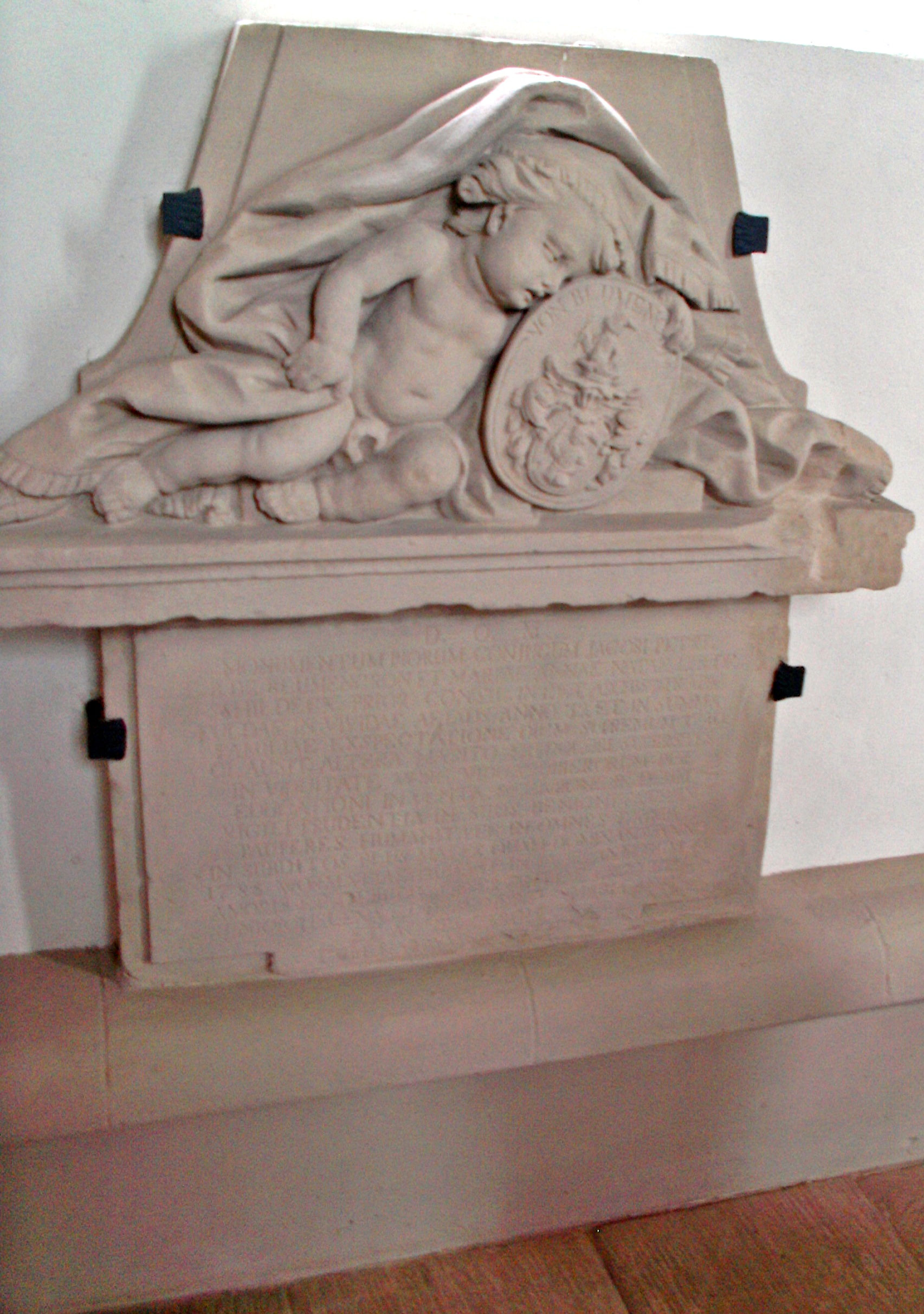
Gedenkmonument für Jakob Christoph Peter von Blumencron und seine Frau Maria Anna geb. von Schildeck; protestantische Kirche Wattenheim

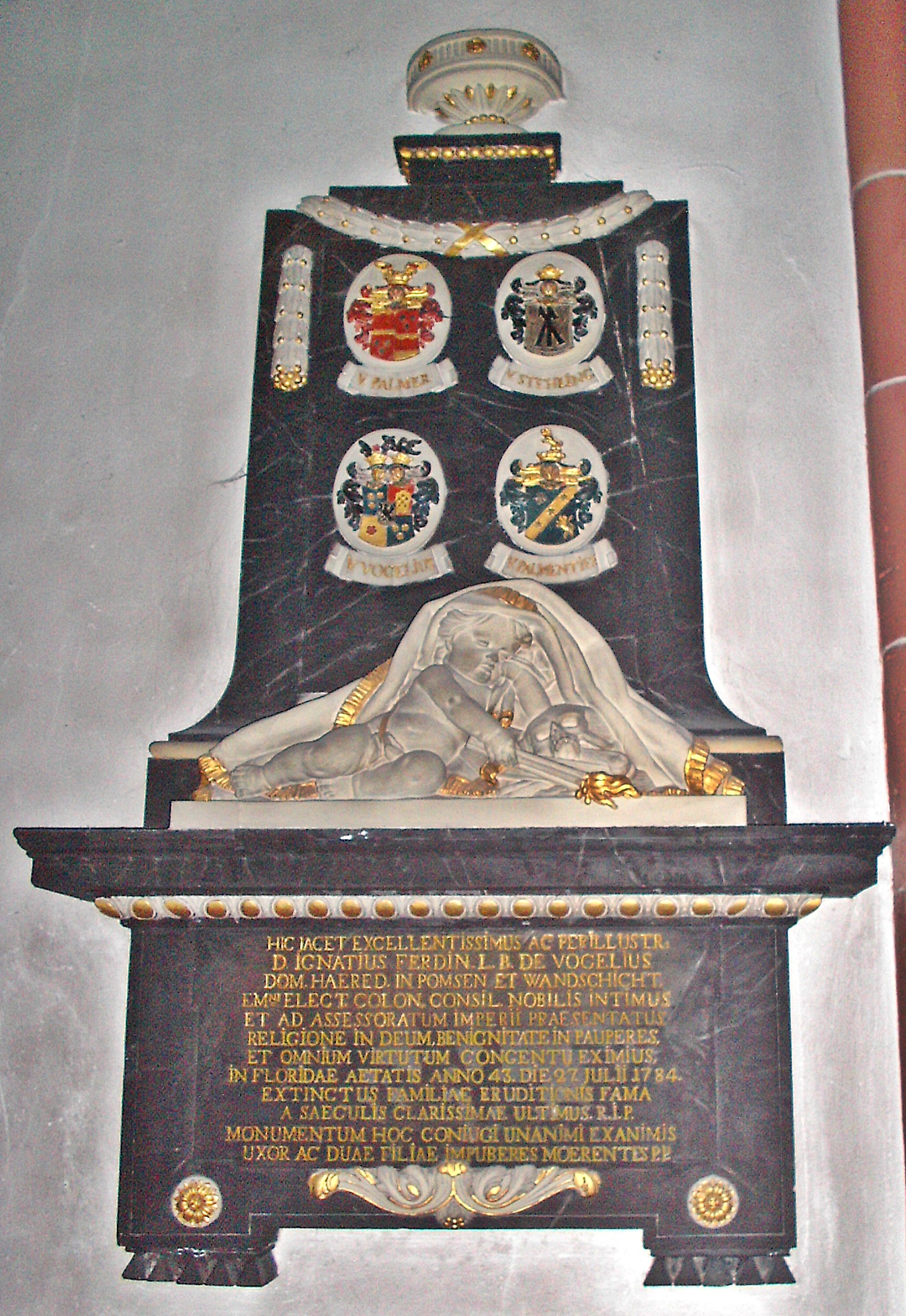
Epitaph für Ignatius Ferdinand von Vogelius, gestiftet von Frau und Kindern, Liebfrauenkirche (Worms)

Erster Inhaber der Herrschaft Wattenheim war ab 17. Mai 1698 der kurmainzer Oberfeldkriegskommissar, Ritter Franz Georg von Blumencron (1651–?), Sohn des 1690 von Kaiser Leopold I. nobilitierten  Maximilian Adam Ludwig von Blumencron, einem Veteranen des Dreißigjährigen Krieges und Land-Commissarius des Fürstbischofs von Würzburg. Er trat die Herrschaft nie persönlich an, sondern hinterließ sie seinen Kindern, die mit wechselnder Federführung gemeinsam die Regierungsgeschäfte ausübten und Wattenheim zu ihrer Residenz ausbauten.
Nachfolger wurde zunächst Franz Georgs Sohn, Maximilian von Blumencron, Obristleutnant im kurpfälzischen Regiment zu Pferde Folleville. Er ließ das Amtshaus der Herrschaft errichten, in dem auch der Amtmann residierte (Hettenleidelheimer Str. 13); 1725 wird Maximilian von Blumencron letztmals erwähnt.

Nach ihm übernahm sein jüngerer Bruder Jakob Christoph Peter (1696–ca. 1738) die Ortsherrschaft. Er war Geheimer Rat des Fürstabtes von Fulda, ließ 1730 das repräsentative Wattenheimer Rathaus erbauen und verheiratete sich 1733 mit der aus Fulda stammenden Maria Anna von Schildeck bzw. Vogelius von Schildeck (1713–1785), Tochter des fürstäbtlich fuldaischen Kanzlers und Amtmannes zu Bieberstein, Gerhard Georg Vogelius von Schildeck. Diese wurde später durch den frühen Tod ihres Mannes und ihre relativ lange Lebenszeit, zur bedeutendsten Besitzerin des Ortes. Sie war bei ihren Untertanen äußerst beliebt und man errichtete ihr und ihrem jung verstorbenen Gatten nach dem Tode, auf dem Wattenheimer Friedhof, neben der damaligen Simultankirche (heute protestantische Kirche), ein Gedenkmonument. Offenbar in der Franzosenzeit beschädigt, befinden sich die erhaltenen Teile heute innerhalb der Kirche. In der anrührenden Gedenkinschrift heißt es u. a. über die 1785 in Worms Verstorbene: 

„In tiefer Bindung an Gott, in wachsender Klugheit gegen die Ihren, mit Wohlwollen gegen die Armen und mit großer Menschlichkeit gegen alle, war sie ihren Untertanen mehr Mutter als Herrin.“

Einziges die Eltern überlebendes Kind von Jakob Christoph Peter von Blumencron und seiner Frau Maria Anna geborene von Schildeck war die Erbtochter Helene von Blumencron (1738–1802), die am 5. November 1771 in Wattenheim den Freiherrn  Ignatius Ferdinand von Vogelius (1740–1784) heiratete, der aus der gleichen Familie wie ihre Mutter abstammte. Die jungen Eheleute wurden noch zu Lebzeiten der Mutter Mitregenten der Herrschaft Wattenheim. Als Mit-Ortsherr legte Ignatius Ferdinand von Vogelius 1772 den Grundstein zum barocken Erweiterungsbau der Simultankirche des Ortes (heutige protestantische Kirche). Nach dem frühen Tod des Gatten (1784) und dem Ableben der Mutter (1785), regierte die verwitwete Freifrau Helene Vogelius geb. von Blumencron den Ort alleine, bis zu ihrer Vertreibung durch französische Revolutionstruppen. Ihre beiden Töchter Maria Anna Friederike (1775–1844) und Maria Agnes Carolina (1778–?) gelangten nicht mehr zur Regierung. Ab der Regierungsübernahme durch Helene von Vogelius trug die Ortsherrschaft den Doppelnamen „Blumencron-Vogelius“.
1793 floh die verwitwete Ortsherrin mit ihren beiden Töchtern vor den französischen Revolutionären nach Fulda. Die französische Republik beschlagnahmte das gesamte Wattenheimer Eigentum der freiherrlichen Familie. Kurz vor ihrem Tod klagte Helene von Vogelius 1802 gegen den französischen Staat, an den das Gebiet mittlerweile übergegangen war, auf Rückgabe ihrer Güter. Dies wurde gewährt, jedoch ohne Anspruch auf eine Entschädigung. Wie sich aus einem Stiftungsvermerk von 1821, im Wattenheimer katholischen Kirchenbuch ergibt, scheint sich zumindest die Tochter Maria Anna Friederike, verheiratet mit Freiherr Carl Friedrich Wilhelm von Ziegesar, auch später zeitweise in Wattenheim aufgehalten zu haben. Die Eheleute von Ziegesar wohnten in Mannheim und ließen im Dezember 1831 ihre Wattenheimer Güter an eine Vielzahl von örtlichen Privatinteressenten versteigern.

## Relikte aus der Zeit der Eigenständigkeit

Heutiges Wattenheimer Ortswappen. Die Hälfte mit der Figur ist aus dem Blumencronschen Familienwappen übernommen

Zum Gedenken an die ehemalige Besitzerfamilie gibt es in Wattenheim den „Von-Blumencron-Ring“. Das Wappen der historischen Herrschaft Wattenheim – wovon eine Hälfte das Blumencronsche Familienwappen einnimmt – wurde fast unverändert als neues Ortswappen übernommen.
Weitere Relikte in Wattenheim sind: Das ehemalige Amtshaus (Hettenleidelheimer Str. 13), das stark veränderte Herrenhaus (dreigeteilt in die Anwesen Hauptstraße 3,5 und 7), das alte Rathaus mit prachtvollem Herrschaftswappen, sowie die protestantische Kirche (ehemalige Simultankirche), barock erweitert durch die Ortsherren Blumencron und Vogelius; in ihrem Innern der Blumencron-Gedenkstein und eine nicht zugängliche Familiengruft in der jedoch nur Kinder der Familie ruhen.
In der Liebfrauenkirche (Worms) befindet sich das Epitaph von Ignatius Ferdinand von Vogelius (1740–1784), laut Inschrift gestiftet von seiner Witwe Helene von Vogelius geb. von Blumencron und ihren beiden Töchtern.
Beide Gedenksteine – in Wattenheim und Worms – weisen eine ähnliche Puttodarstellung auf.
Infolge Gründung der Herrschaft Wattenheim, mit katholischen Besitzern, ließ sich dort auch der ebenfalls katholische, holländische Fabrikant Peter van Recum nieder, dessen Söhne Andreas van Recum (1765–1828) und Johann Nepomuk van Recum (1753–1805), Inhaber der Frankenthaler Porzellanmanufaktur sowie Gründer der Grünstadter Steingutfabrik, in der Region eine bedeutende Rolle spielten.